# Bolognesi (província)
Bolognesi é uma província do Peru localizada na região de Ancash. Sua capital é a cidade de Chiquián.

## Distritos da província
- Abelardo Pardo Lezameta
- Antonio Raymondi
- Aquia
- Cajacay
- Canis
- Chiquián
- Colquioc
- Huallanca
- Huasta
- Huayllacayán
- La Primavera
- Mangas
- Pacllón
- San Miguel de Corpanqui
- Ticllos